# ۷۴۷ (خورشیدی)
۷۴۷ هفتصد و چهل و هفتمین سال هجری خورشیدی است.